# Crisi idrica di Città del Capo

Questo grafico mostra il volume complessivo dell'acqua conservata nelle sei principali dighe della Provincia del Capo Occidentale dal 30 giugno 2013 al 31 marzo 2018. Dal grafico si evincono il declino della disponibilità d'acqua durante la crisi idrica e l'impatto positivo delle misure di risparmio idrico dall'inizio del 2018. Dati elaborati dal Climate Systems Analysis Group (CSAG)

La crisi idrica di Città del Capo si verificò in seguito alla siccità cominciata nel 2015 nella provincia del Capo Occidentale e interessò prevalentemente Città del Capo.
All'inizio del 2018, il livello dell'acqua nei bacini della zona si abbassò tanto da indurre le autorità municipali metropolitane a mettere a punto dei piani per il cosiddetto Day Zero, eventuale giorno in cui, raggiunto un livello dell'acqua estremamente basso, i servizi municipali avrebbero tagliato la fornitura, rendendo di fatto Città del Capo la prima città al mondo a esaurire le scorte d'acqua. Con l'adozione di misure di risparmio idrico, a marzo 2018 il consumo cittadino d'acqua risultò più che dimezzato, raggiungendo i 500 milioni di litri al giorno. Di conseguenza, anche grazie a un aumento delle piogge, il livello dell'acqua nei bacini risalì al 43% a giugno 2018 e la municipalità scongiurò pertanto la possibilità di un Day Zero nel 2019. È però previsto che le misure di risparmio rimangano attive fin quando il livello dell'acqua nei bacini non tornerà all'85%.